# Lubsko (gmina)
Lubsko – gmina miejsko-wiejska w województwie lubuskim, w powiecie żarskim. W latach 1975–1998 gmina położona była w województwie zielonogórskim.
Siedziba gminy to Lubsko.
Według danych z 30 czerwca 2004 gminę zamieszkiwało 19 439 osób. 

## Ochrona przyrody
Na obszarze gminy znajdują się następujące rezerwaty przyrody:
- częściowo rezerwat przyrody Żurawno – chroni fragment leśnego ekosystemu nizinnego ze stanowiskami rzadkich gatunków roślin i zwierząt;
- rezerwat przyrody Mierkowskie Suche Bory – chroni wielu ekosystemów borowych, od ubogich muraw napiaskowych i suchych borów porastających kompleks wydm śródlądowych, po bory świeże i wilgotne, wraz ze specyficzną chronioną fauna i florą.

## Struktura powierzchni
Według danych z roku 2002 gmina Lubsko ma obszar 182,69 km², w tym:
- użytki rolne: 46%
- użytki leśne: 43%

Gmina stanowi 13,11% powierzchni powiatu.

## Demografia

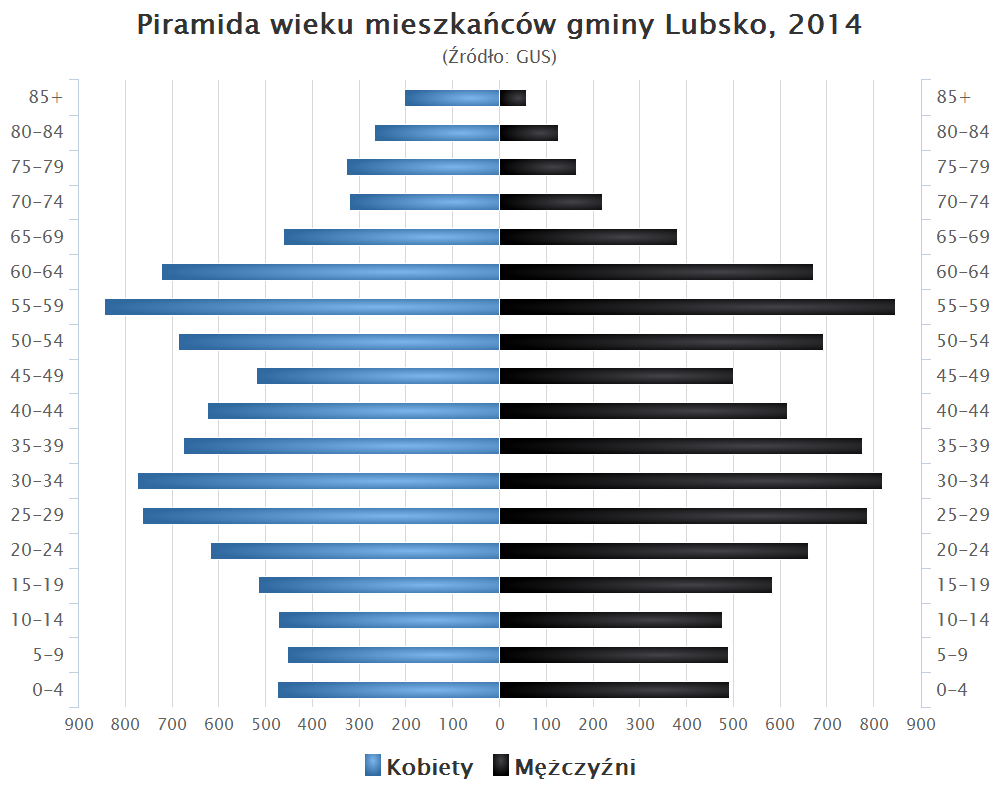
Piramida wieku mieszkańców gminy Lubsko w 2014 roku

Dane z 31 grudnia 2017 roku:
| Opis                              | Ogółem | Ogółem | Kobiety | Kobiety | Mężczyźni | Mężczyźni |
| --------------------------------- | ------ | ------ | ------- | ------- | --------- | --------- |
| jednostka                         | osób   | %      | osób    | %       | osób      | %         |
| populacja                         | 18 771 | 100    | 9 572   | 51      | 9 199     | 49        |
| gęstość zaludnienia (mieszk./km²) | 103    | 103    | 52      | 52      | 51        | 51        |

## Sołectwa
Białków, Chełm Żarski, Chocicz, Chocimek, Dąbrowa, Dłużek, Górzyn, Grabków, Kałek, Lutol, Mierków, Mokra, Osiek, Raszyn, Stara Woda, Tuchola Żarska, Tymienice, Ziębikowo.

## Pozostałe miejscowości
Kolonia Dłużek, Gareja, Glinka Górna, Gozdno, Janowice, Nowiniec, Małowice, Tarnów.

## Sąsiednie gminy
Bobrowice, Brody, Gubin, Jasień, Nowogród Bobrzański, Tuplice